# 69.ª Asamblea Mundial de la Salud
La 69.ª Asamblea Mundial de la Salud tuvo lugar en Ginebra del 23 el 28 de mayo de 2016.
"La Asamblea Mundial es el órgano decisorio supremo de la Organización Mundial de la Salud y a ella asisten delegaciones de todos los Estados Miembros. Su función principal es determinar las políticas de la Organización, supervisar las políticas financieras, y revisar y adoptar el programa de presupuesto propuesto. La Asamblea Mundial se reúne cada año en Ginebra (Suiza)."

## Celebración
La 69ª Asamblea Mundial de la Salud tuvo lugar del 23 al 28 de mayo de 2016 en el Palacio de las Naciones, en Ginebra, Suiza. El encuentro reunió a cerca de 3.000 delegados de 194 Estados miembros de la Organización Mundial de la Salud (OMS), 35 de los cuales pertenecen a las Américas, y sus socios.

¿Cómo funciona la Asamblea Mundial de la Salud?
La OMS se fundó hace 68 años para promover la salud y aliviar la carga de enfermedades en todo el mundo. Los 194 Estados Miembros a los que presta servicio imparten el rumbo que ha de tomar la Organización en la definición de sus objetivos y prioridades. Cada año, altos funcionarios de salud de los Estados Miembros se trasladan a Ginebra para asistir la Asamblea Mundial de la Salud. En ella se examina la labor de la OMS, se establecen nuevos objetivos y se asignan nuevas tareas.
Organización Mundial de la Salud

### Siga los debates de la Asamblea en directa
Muchas sesiones de la Asamblea Mundial de la Salud fueron transmitidas en directo por la web del 23 al 28 de mayo de 2016.
- Siga la 69.ª Asamblea Mundial de la Salud en directo por la web

### Documentación
- Orden del día provisional
- Todos los documentos de la Asamblea

### Diario de la Asamblea
- Diario n.º 6 - 28 de mayo de 2016
- Diario n.º 5 - 27 de mayo de 2016
- Diario n.º 4 - 26 de mayo de 2016
- Diario n.º 3 - 25 de mayo de 2016
- Diario n.º 2 - 24 de mayo de 2016
- Diario n.º 1 - 23 de mayo de 2016
- Número preliminar del Diario (10 de mayo de 2016)

### Las Américas en la Asamblea
- Noticias e información sobre las delegaciones de las Américas en la Asamblea (enlace roto disponible en Internet Archive; véase el historial, la primera versión y la última).

### Temas de la Asamblea
- Comisión para acabar con la obesidad infantil
- Contaminación atmosférica
- Enfermedades no transmisibles
- Enfermedades transmisibles
- Envejecimiento y ciclo de vida
- Medicamentos esenciales
- Nutrición de la madre, el lactante y el niño pequeño
- Objetivos de Desarrollo Sostenibles (ODS)
- Poliomielitis
- Preparación y respuesta ante emergencias
- Resistencia a los antimicrobianos
- Salud de la madre, el niño y el adolescente
- Salud de los migrantes
- Seguridad y accesibilidad de los medicamentos pediátricos
- Violencia

### Comunicados de prensa
- Actualización sobre la 69.ª Asamblea Mundial de la Salud
27 de mayo de 2016
- La Asamblea Mundial de la Salud acuerda resoluciones sobre la salud de la mujer, el niño y el adolescente y sobre el envejecimiento saludable
26 de mayo de 2016
- La Asamblea de la Salud acuerda un nuevo Programa de Emergencias Sanitarias
25 de mayo de 2016
- La Asamblea Mundial de la Salud destaca la importancia de la acción sanitaria multisectorial
24 de mayo de 2016
- Comienza la 69.ª Asamblea Mundial de la Salud en Ginebra
23 de mayo de 2016

### Fotografías
- Primer día - en inglés
- Segundo día - en inglés
- Tercer día - en inglés
- Cuarto día - en inglés

### Brotes epidémicos
- Enfermedad por el virus de Zika y sus complicaciones
- Enfermedad por el virus del Ebola en África Occidental